# Mike D'Antonio
Michael « Mike D'Antonio » est connu en tant que bassiste et fondateur du groupe de metalcore Killswitch Engage qu'il a fondé avec le guitariste Adam Dutkiewicz, ancien membre de Aftershock,  lors de la séparation des membres de son ancien groupe, Overcast.
Son style de jeu à la basse est largement influencé par In Flames et Dark Tranquility, il cite également Cliff Burton, ancien bassiste du groupe de thrash metal Metallica, ainsi que Harley Flanagan de Cro-Mags comme ces principales influences.
Il a également sa propre société, DarkicoN, qui fabrique la majorité des produits dérivés de Killswitch Engage mais également des groupes Shadows Fall, Unearth, All That Remains et Day of Mourning.
Il joue sur sa basse signature produite par Ibanez, et sur des amplis Ampeg.